# 塞拉赫
塞拉赫（英語：Serekh）是古埃及的一种特定的重要类型的纹章。就像后来的象形繭一样，它包含了一个王室的名称。

## 外观
一个塞拉赫是一个结合了王宫的立面和王室庭院的计划（顶视图）的装饰性的小插图。单词“serekh”来自埃及的词汇“立面（facade）”。不同类型的塞拉赫在不同类型的对象上展现了其复杂性和细节中无数变化的门面装饰。似乎没有严格的艺术规则来设计塞拉赫本身。

## 使用
一个塞拉赫通常被用作强调和尊重法老的名字的王室冠冕。它的使用可以追溯到格尔津文化（约公元前3500年—前3200年）。构成国王名字的象形文字被放置在代表王室庭院的塞拉赫上面延伸出的矩形中。此外，荷鲁斯神的猎鹰，或在少数情况下是动物集合（Set animal），处于塞拉赫的顶端，显示了所命名的国王的天使。
如果单词“serekh”被用完整的字母写出(如上面的信息框所示)，有时旁边伴随着一个塞拉赫的微型复制品，它也可能被用于普通的文本中。

## 历史
正如已经提到的，在格尔津文化晚期，塞拉赫首次以一个微型装饰的形式出现，当时它仅仅只作为王室的纹章。从古王國時期起，对完整书写的单词“serekh”的首次使用出现在古老的莎草纸中。